# Wolfgang Liepe
Wolfgang Liepe (* 27. August 1888 in Schulzendorf, Kreis Ruppin; † 10. Juli 1962 in Kiel) war ein deutscher Germanist. Liepe wirkte an den Universitäten von Halle, Kiel und Frankfurt am Main. Während der Zeit des Nationalsozialismus lehrte er an verschiedenen amerikanischen Hochschulen. Liepe ist vor allem für seine Forschung zum Lyriker und Dramatiker Friedrich Hebbel bekannt.

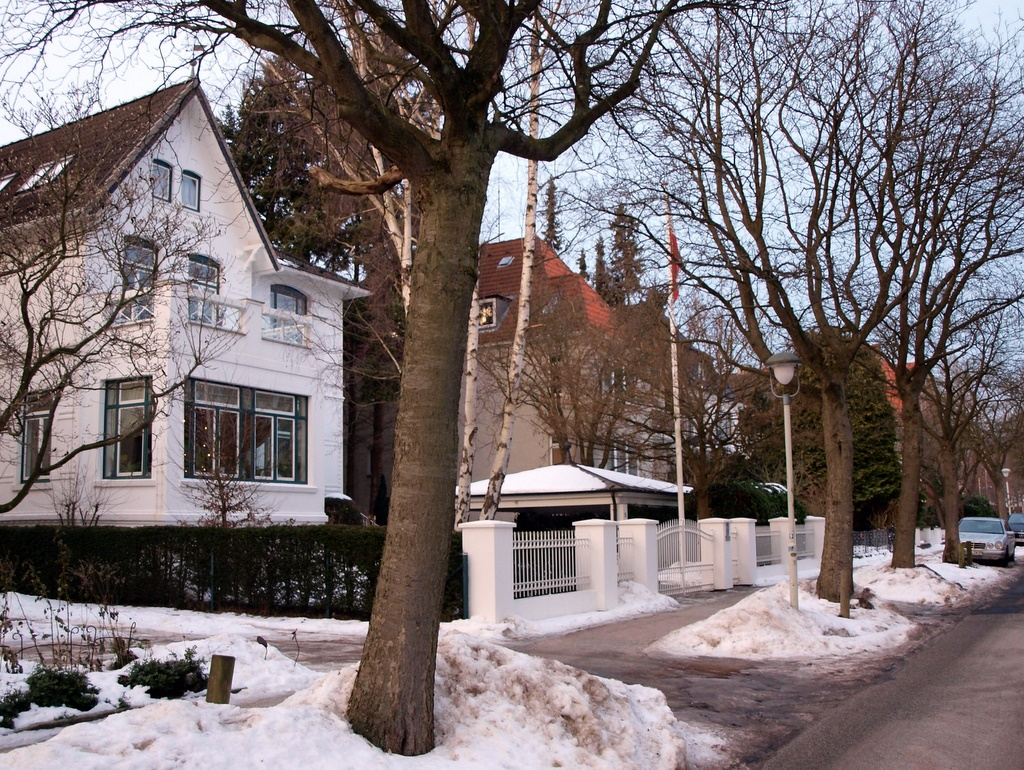
Die Moltkestraße in Kiel. Liepe bewohnte bis zu seiner Versetzung nach Frankfurt das Haus Nr. 5 (weißes Haus links)

## Leben

### Ausbildung und frühe Schaffenszeit
Wolfgang Liepe wurde am 27. August 1888 in Schulzendorf/Kreis Ruppin als Sohn des protestantischen Pfarrers Carl Liepe und seiner Ehefrau Emma (geb. Rauth) im dortigen Pfarrhaus geboren. Die Familie verzog nach Herzberg/Kreis Ruppin, weil der Vater die dortige Pfarrstelle übertragen bekam. Nach dem Tod des Vaters, der in Herzberg verstarb, siedelten die Mutter und ihr Sohn Wolfgang nach Potsdam über. Wolfgang  besuchte das Gymnasium in Potsdam und startete nach erfolgreichem Abitur 1906 seine akademische Laufbahn mit dem Studium in Berlin, Paris und Halle in den Fächern Germanistik, Romanistik, Philosophie und Kunstgeschichte. 1913 wurde Liepe beim Literaturhistoriker Kurt Jahn mit einer Arbeit über „Das Religionsproblem im neueren Drama von Lessing bis zur Romantik“  promoviert. Ein Jahr später legte er auch das Staatsexamen für das Lehramt ab.
1915 heirateten Wolfgang Liepe und Gertrud Neustadt. Da er aus gesundheitlichen Gründen nicht als Soldat an den Kampfhandlungen teilnehmen konnte, wurde er für die letzten beiden Jahre des Ersten Weltkrieges verpflichtet, für die Franckeschen Stiftungen in Halle als Lehrer zu arbeiten.
Nach Kriegsende verwarf er seine Pläne, sich dem Theater zuzuwenden zugunsten der Fortführung seiner wissenschaftlichen Laufbahn. Liepe kehrte an die Universität Halle zurück, wo er sich 1919 habilitierte. Seine Arbeit, die den Titel „Elizabeth von Nassau Saarbrücken, Entstehung und Anfänge des Prosaromans in Deutschland“ trägt, wurde von Eberhart Schulz als bahnbrechend charakterisiert, da sie eine „quellenkritisch fundierte Absage an jede Art von Spekulation in der Literaturwissenschaft“ darstelle.
Die folgenden Jahre blieb Liepe in Halle und lehrte dort erst als Privatdozent, ab 1925 als außerordentlicher Professor. Während dieser Zeit arbeitete er auch als Dramaturg am Stadttheater Halle. Unter anderem war er an Inszenierungen von Werken von Barlach, Büchner, Goethe, Hauptmann, Hölderin und Kaiser beteiligt. Liepe war als Dramaturg auch Unterstützer der Volksbühnenbewegung.
1928 folgte Liepe einem Ruf nach Kiel und wurde als Nachfolger Eugen Wolffs Inhaber des dortigen Lehrstuhls für „Neuere deutsche Sprache und Literatur“. Während seiner Zeit in Kiel setzte er die Arbeit seines Vorgängers fort und baute das von ihm gegründete Theater- und Hebbelmuseum u. a. durch die Angliederung einer Schallplattensammlung weiter aus. 1929/30 folgte Liepe einer Einladung aus den USA und lehrte als Gastprofessor an der Harvard University. Es war das erste derartige Engagement eines deutschen Wissenschaftlers seit dem Beginn des Ersten Weltkrieges.

### Emigration während des Nationalsozialismus
Liepe gehörte in Kiel zu einem Kreis von Professoren, die sich zum politischen System der Weimarer Republik bekannten und einander regelmäßig trafen. Dies ist anhand eines Briefes, den Liepe am 6. Oktober 1931 an seinen Kollegen, den Kieler Soziologieprofessor Ferdinand Tönnies schrieb, belegbar. Im März 1933 brach ein Konflikt zwischen Liepe und seinem Kollegen Fritz Brüggemann offen aus, der ebenfalls am germanistischen Seminar in Kiel lehrte. Liepe wurde vorgeworfen, ein „Rasseschänder“ zu sein, da er mit einer Jüdin verheiratet war. Quellen legen den Verdacht nahe, dass Brüggemann Gerüchte gegen Liepe am Seminar streute, Studenten würden aufgrund seiner politischen Ansichten seine Vorlesungen meiden. Brüggemann habe dies getan, da er Ambitionen auf Liepes Lehrstuhl hegte. Aus studentischen Kreisen wurden Liepe offen ‚Rassevergehen‘ vorgeworfen.
Liepe wurde im April 1933 vorläufig beurlaubt und durfte nicht mehr auf seinen Lehrstuhl zurückkehren. Am 1. November 1934 wurde er als ordentlicher Professor an die Goethe-Universität in Frankfurt am Main zwangsversetzt. Sein Name stand – anders als im Falle seines Kieler Kollegen Richard Kroner – im Frankfurter Vorlesungsverzeichnis, und Liepe hielt auch Veranstaltungen ab.
1936 wurde Liepe unter Verlust seiner Professur als Lehrbeauftragter nach Kiel zurückversetzt, behielt aber seinen Frankfurter Wohnsitz bei. 1939 erhielt er eine Einladung der Carl-Schurz-Gesellschaft zu einer Vortragsreise in den USA. Liepe konnte diese Reise noch vor Ausbruch des Zweiten Weltkriegs antreten, kehrte aber von ihr nicht mehr nach Deutschland zurück. Mit Unterstützung des Emergency Committee in Aid of Displaced Foreign Scholars fand er eine Stelle an einem College in Yankton (South Dakota) und konnte auch noch seine Frau und Kinder nachkommen lassen.
Liepe lehrte deutsche Kultur- und Literaturgeschichte an der Theologischen Fakultät des Yankton Colleges, bevor er 1947 als Associate Professor eine Anstellung für Deutsche Literaturwissenschaft an der University of Chicago fand.

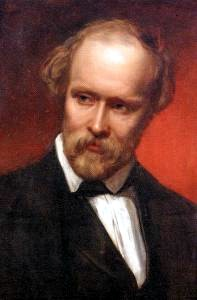
Friedrich Hebbel (* 1813; † 1863), deutscher Dramatiker und Lyriker.

### Rückkehr nach Kiel
1952 kehrte Liepe im Rahmen einer Forschungsreise erstmals nach seiner Emigration wieder nach Deutschland zurück. Auf eigenen Wunsch  wurde er in Kiel als Emeritus in das Vorlesungsverzeichnis der Universität aufgenommen, und er hielt hier und an der Freien Universität Berlin Gastvorlesungen. Auf dem ersten Deutschen Germanistentag nach dem Ende des Zweiten Weltkriegs referierte Liepe im September 1952 in Münster über die Ergebnisse seiner neuesten Hebbel-Forschung.
Während seines Aufenthalts in Kiel hatte Liepe auch einen Wiedergutmachungsantrag gestellt. In dessen Folge wurde er 1953 wieder als ordentlicher Professor auf seinen zuvor freigewordenen alten Lehrstuhl berufen und lehrte von 1954 bis zu seiner Emeritierung 1956 in Kiel. Von 1954 bis 1959 war er Vorsitzender der Hebbel-Gesellschaft. 1960 wurde Liepe der Kulturpreis der Stadt Kiel verliehen.
Als emeritierter Professor und weltweit geachteter Literatur- und Theaterwissenschaftler begab sich Wolfgang Liepe Ende der 1950er Jahre auf eine Reise in die Vergangenheit und folgte den Spuren seiner Kindheit und Jugend, indem er die Orte Schulzendorf und Herzberg sowie die Städte Potsdam und Berlin besuchte. Er starb am 10. Juli 1962 im Alter von 73 Jahren in Kiel.

## Wirken
Wolfgang Liepe beschäftigte sich in der Lehre intensiv mit der deutschen Literatur des 18. Jahrhunderts. Sein Forschungsschwerpunkt war der Dithmarscher Schriftsteller Friedrich Hebbel, dessen Werke er 1925 in vier Bänden herausgab.

## Werke
- Das Religionsproblem im neueren Drama von Lessing bis zur Romantik. Halle/Saale 1914 (Dissertation)
- Elisabeth von Nassau-Saarbrücken: Entstehung und Anfänge des Prosaromans in Deutschland. Halle/Saale 1920 (Habilitationsschrift)
- Beiträge zur Literatur- und Geistesgeschichte. Mit einem Geleitwort von Benno von Wiese. (Kieler Studien zur deutschen Literaturgeschichte. Band 2.) Herausgegeben von Schulz, Eberhard. Neumünster 1963
- Friedrich Hebbel: Werke. 4 Bände. Herausgegeben von Liepe, Wolfgang. Berlin 1925